# اوریل الگار
اَوریل اِلگار (انگلیسی: Avril Elgar؛ زادهٔ ۱ آوریل ۱۹۳۲) بازیگر اهل بریتانیا است.
از فیلم‌ها یا مجموعه‌های تلویزیونی که وی در آن‌ها نقش داشته‌است، می‌توان به آدمکشان میدسامر، پوآرو، داستان‌های باورنکردنی، خانواده من، تلفات، فرصتی برای پیشرفت، تماس مدوسا، خیانت، سیزده در شام و وایلد اشاره نمود.